# Acacia loroloba
Acacia loroloba är en ärtväxtart som beskrevs av Mary Douglas Tindale. Acacia loroloba ingår i släktet akacior, och familjen ärtväxter. Inga underarter finns listade i Catalogue of Life.